# Suchá Hora
Pour les articles homonymes, voir Suchá.
Suchá Hora (en polonais : Sucha Góra, en hongrois : Szuchahora) est un village du district de Tvrdošín, dans la région de Žilina, en Slovaquie.

## Histoire
La première mention écrite du village date de 1566.

## Démographie

### Évolution de la population
| Année:               | 1994. | 2004.    | 2014.   | 2024.   |
| -------------------- | ----- | -------- | ------- | ------- |
| Nombre de personnes: | 1145  | 1291     | 1404    | 1483    |
| Différence:          |       | +12,75 % | +8,75 % | +5,62 % |

| Année:               | 2023. | 2024.   |
| -------------------- | ----- | ------- |
| Nombre de personnes: | 1479  | 1483    |
| Différence:          |       | +0,27 % |